# قسم باقران الريفي (مقاطعة بيرجند)
قسم باقران الريفي (بالفارسية: دهستان باقران) هي منطقة ريفية تقع في إيران في قسم. يقدر عدد سكانها بـ 14,651 نسمة .